# E級駆逐艦 (初代)
E級駆逐艦（英語: E-class destroyer）は、イギリス海軍の駆逐艦の艦級。当初はリバー級（英: River-class）と称されていたが、1913年に再種別された。

## 来歴
青年学派を背景としたフランス海軍の水雷艇戦力の拡充に対抗するため、1892年度より、イギリス海軍は水雷艇駆逐艦（TBD）と呼ばれる新艦種の整備に着手した。これは水雷艇を拡大した軽量の船体、および水管ボイラーを採用した軽量大出力機関の搭載を基本としており、まず速力27ノットを目標とした27ノッター型（後のA級）、続いて30ノットを目標とした30ノッター型（後のB級、C級、D級）が整備された。
1898年のファショダ事件で英仏関係の緊張は頂点に達したが、これを契機に両国は融和路線に転じ、1904年の英仏協商により、中世の百年戦争以来の数百年にもわたった英仏間の対立関係に終止符が打たれた。この動きの背景にあったのが、ヴィルヘルム2世のドイツ帝国の帝国主義的膨張政策に対する警戒感であった。アルフレッド・セイヤー・マハンの徒であったヴィルヘルム2世は海軍力を重視しており、1898年の艦隊法の制定によって艦隊の大拡張を開始したことから、イギリスも新しい対応を迫られることとなった。
この環境変化に伴って、近海での作戦を想定してきた水雷艇駆逐艦も、想定戦場を北海に移して、航洋性の向上が要求されるようになった。1899年11月、ドイツ帝国海軍の新型駆逐艦（大型水雷艇）であるS90が、全力公試で26.4ノット、風力7～10の状態で15ノットを発揮したという情報を受けたイギリス海軍は、1901年1月、従来の30ノッター型と同等以下の排水量で、全備状態で25.5ノットの速力を発揮可能な航洋駆逐艦（Oceangoing Destroyer）の計画に着手した。これによって建造されたのが本級である。

## 設計
本級では、機関室の直前にまで達する長い船首楼を付することで、凌波性と居住性の向上を図っている。これにより、艦首部乾舷は5メートルとなった。当初計画では30ノッター型と同程度の排水量とされていたが、この船首楼の追加などによって550トンまで増加した。これにより吃水が深くなったことから、27ノッター型・30ノッター型では、艦尾艦底部にプロペラ先端の一部を納めるための凹みが付されているのに対し、本級ではこれが省かれた。船首楼甲板の設置によって、甲板下区画を兵員室に使用できるようになったため、平甲板型より乗員一人当たり床面積が増加した。なお本級では、船体強度を増すため、初めて高張力鋼を外板と上甲板に導入した。
従来の27ノッター型・30ノッター型では、喧伝されていた速力性能はチャンピオンデータに近く、実態を反映していないという問題があったことから、本級以降では実海面での性能が重視されるようになった。機関構成は、石炭専焼水管ボイラーとレシプロ蒸気機関という従来の水雷艇駆逐艦の組み合わせがおおむね踏襲された。主機は、ホーソン・レスリー社およびレアード社製の艦では3段膨張3気筒機関、その他の艦では3段膨張4気筒機関が搭載された。ボイラーはヤーロウ式、ノルマン式、ソーニクロフト・シュルツ式、ホワイト・フォスター式の各形式があったが、蒸気性状は共通で、いずれも圧力250 lbf/in2 (18 kgf/cm2)、飽和温度であった。
また「エディン」「ストアー」「テスト」の3隻は、試験的にパーソンズ直結タービンを搭載している。このうち「エディン」では3軸推進方式を採用しており、両舷軸に低圧タービン、中央軸に高圧タービンを結合したと見られている。巡航タービンは高圧タービン1基と中圧タービンとされており、低圧タービン軸に結合された。推進器は各軸あたり2個装備された。これにより、公試では、全力で約26.5ノット、巡航で約19ノットを記録した。

## 装備
装備面では、当初は30ノッター型のものが踏襲され、主砲としては40口径7.6cm砲（QF 12ポンド砲）1基、副砲として40口径5.7cm砲（QF 6ポンド砲）5基が搭載されていた。その後、日露戦争の戦訓を受けて、6ポンド砲は威力不足と判断されたことから、1906年よりこれを撤去し、短砲身型の12ポンド砲（28口径7.6cm砲）3基を追加装備した。
また、水雷艇撃攘と同時に、水雷艇と同様の雷撃任務も求められたことから、ホワイトヘッド魚雷のための18インチ魚雷発射管2基も搭載されている。

## 同型艦一覧
| 煙突 | 造船所              | 艦名                              | 竣工       | 解体/売却               |
| ---- | ------------------- | --------------------------------- | ---------- | ----------------------- |
| 2本  | ホーソン・ レスリー | ダーウェント HMS Derwent          | 1904年7月  | 1917年5月2日 戦没       |
| 2本  | ホーソン・ レスリー | エディン HMS Eden                 | 1904年6月  | 1916年6月17日 戦没      |
| 2本  | ホーソン・ レスリー | ウェイブニィ HMS Waveney          | 1904年6月  | 1920年                  |
| 2本  | ホーソン・ レスリー | ボーイン HMS Boyne                | 1905年5月  | 1919年                  |
| 2本  | ホーソン・ レスリー | デューン HMS Doon                 | 1905年6月  | 1919年                  |
| 2本  | ホーソン・ レスリー | ケイル HMS Kale                   | 1905年8月  | 1918年3月27日 戦没      |
| 2本  | キャメル・ レアード | フォイル HMS Foyle                | 1904年3月  | 1917年3月15日 戦没      |
| 2本  | キャメル・ レアード | イッチン HMS Itchen               | 1904年1月  | 1917年7月6日 戦没       |
| 2本  | キャメル・ レアード | アラン HMS Arun                   | 1904年2月  | 1920年                  |
| 2本  | キャメル・ レアード | ブラックウォーター HMS Blackwater | 1904年3月  | 1909年4月6日 衝突・沈没 |
| 2本  | キャメル・ レアード | リィフィ HMS Liffey               | 1905年5月  | 1919年                  |
| 2本  | キャメル・ レアード | モーイ HMS Moy                    | 1905年6月  | 1919年                  |
| 2本  | キャメル・ レアード | ウーズ HMS Ouse                   | 1905年9月  | 1919年                  |
| 2本  | キャメル・ レアード | ストアー HMS Stour                | 1909年12月 | 1919年                  |
| 2本  | キャメル・ レアード | テスト HMS Test                   | 1905年12月 | 1919年                  |
| 2本  | ソーニクロフト      | ケニット HMS Kennet               | 1905年1月  | 1919年                  |
| 2本  | ソーニクロフト      | ジェド HMS Jed                    | 1905年1月  | 1920年                  |
| 2本  | ソーニクロフト      | チェルマー HMS Chelmer            | 1905年6月  | 1920年                  |
| 2本  | ソーニクロフト      | コーン HMS Colne                  | 1905年6月  | 1919年                  |
| 2本  | ホワイト            | ネス HMS Ness                     | 1905年8月  | 1919年                  |
| 2本  | ホワイト            | ニス HMS Nith                     | 1905年10月 | 1919年                  |
| 4本  | パルマーズ          | アーン HMS Erne                   | 1904年2月  | 1915年2月6日 難破沈没   |
| 4本  | パルマーズ          | エトリック HMS Ettrick            | 1904年2月  | 1919年                  |
| 4本  | パルマーズ          | エクス HMS Exe                    | 1904年3月  | 1920年                  |
| 4本  | パルマーズ          | チャーウェル HMS Cherwell         | 1904年3月  | 1920年                  |
| 4本  | パルマーズ          | ディー HMS Dee                    | 1904年3月  | 1920年                  |
| 4本  | パルマーズ          | スエール HMS Swale                | 1905年9月  | 1919年                  |
| 4本  | パルマーズ          | ユーア HMS Ure                    | 1905年6月  | 1919年                  |
| 4本  | パルマーズ          | ウィア HMS Wear                   | 1905年8月  | 1919年                  |
| 4本  | パルマーズ          | ロザー HMS Rother                 | 1905年5月  | 1919年                  |
| 4本  | ヤーロウ            | リブル HMS Ribble                 | 1904年6月  | 1920年                  |
| 4本  | ヤーロウ            | テヴィオット HMS Teviot           | 1904年4月  | 1919年                  |
| 4本  | ヤーロウ            | アスク HMS Usk                    | 1904年3月  | 1920年                  |
| 4本  | ヤーロウ            | ウェランド HMS Welland            | 1904年7月  | 1920年                  |
| 4本  | ヤーロウ            | ガーラ HMS Gala                   | 1905年4月  | 1908年4月27日 衝突沈没  |
| 4本  | ヤーロウ            | ガリィ HMS Garry                  | 1905年9月  | 1919年                  |